# Claas

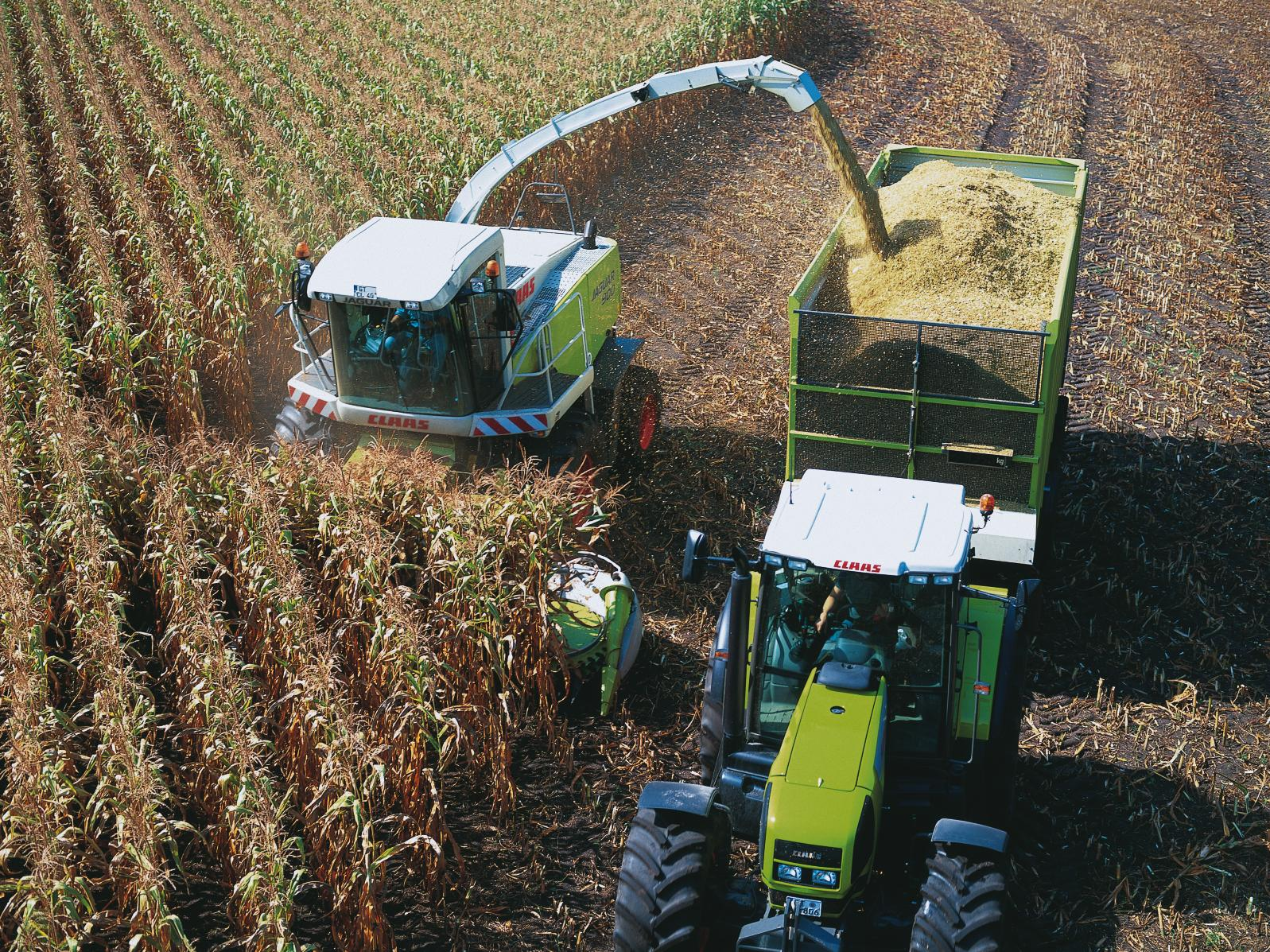
Sieczkarnia samojezdna, ciągnik i przyczepa objętościowa Claas podczas zbioru kukurydzy

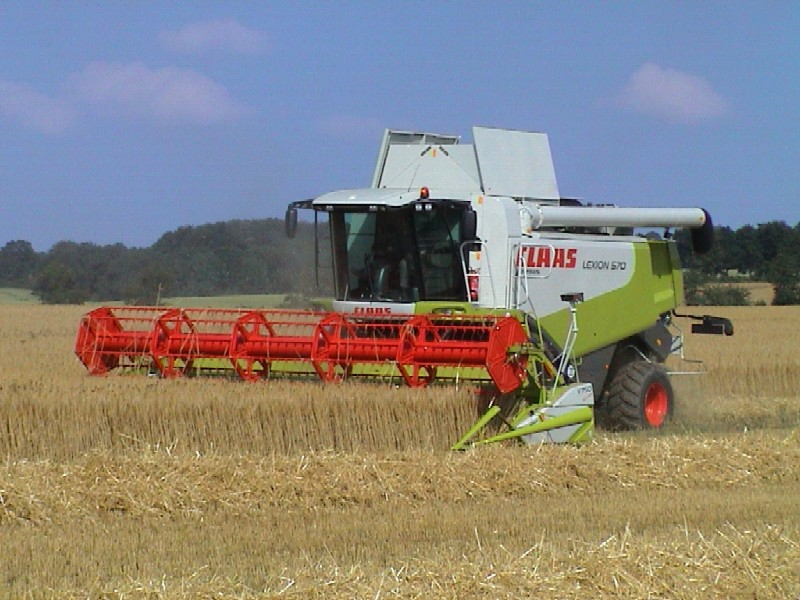
Kombajn rolniczy Claas Lexion 570

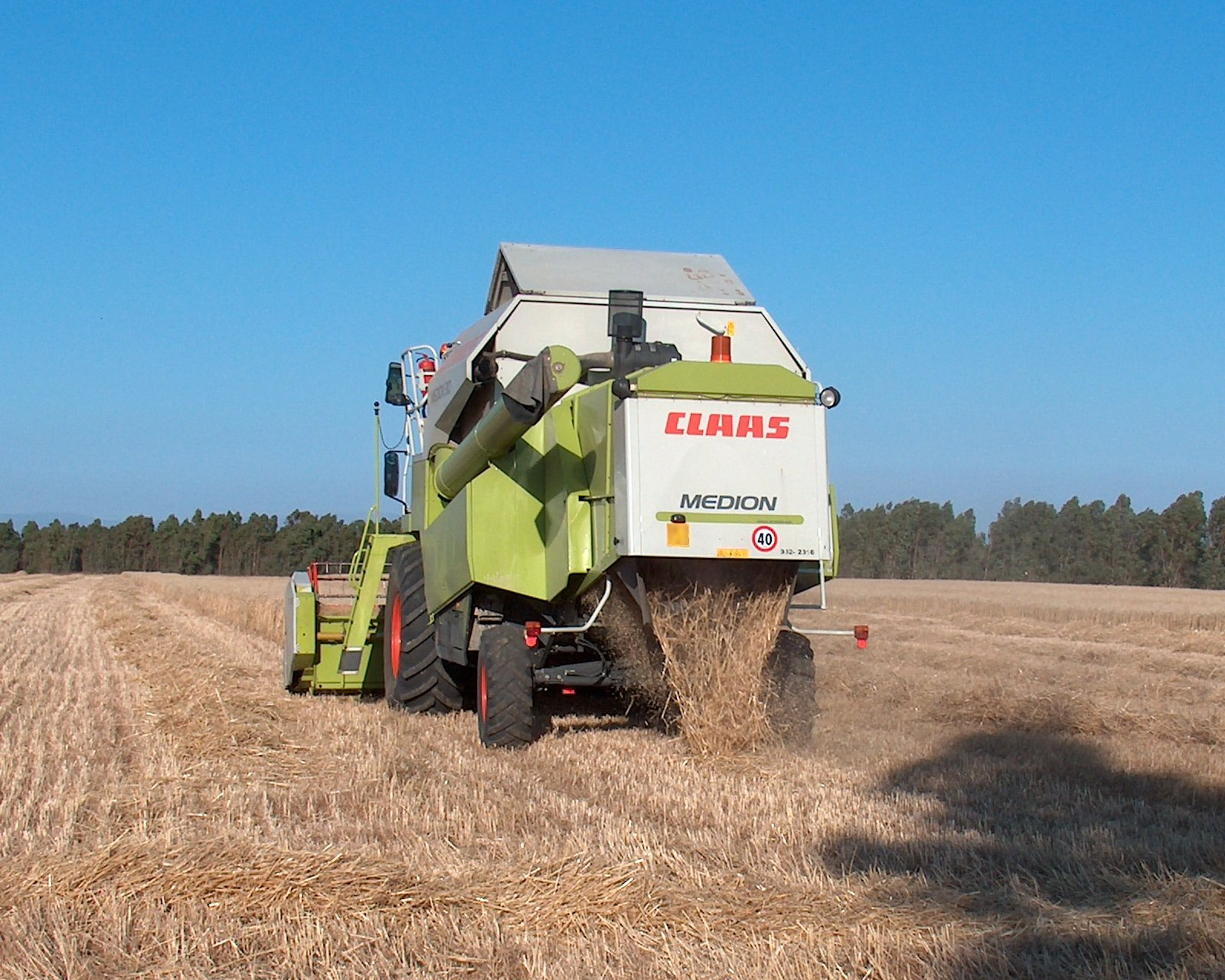
Kombajn rolniczy Claas Medion

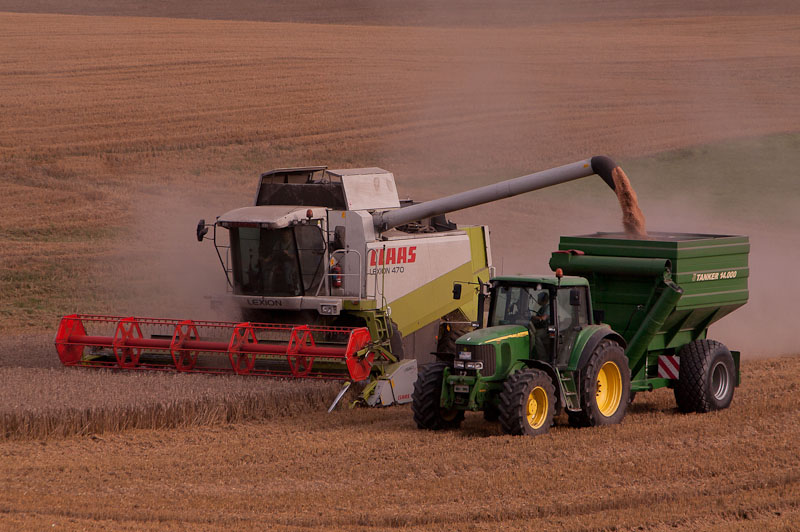
Kombajn rolniczy Claas Lexion 470 oraz traktor John Deere 6920 z przyczepą 190 PS

Claas – niemiecki producent maszyn rolniczych założony w 1913 roku, z siedzibą w Harsewinkel w Niemczech. Spółka Claas jest największym producentem maszyn żniwnych w Europie.
Według skonsolidowanego sprawozdania rocznego, spółka w roku podatkowym 2008 osiągnęła 3.236 mln euro (+21,7 procent) przychodu. Około 78 procent sprzedaży jest generowane poza granicami Niemiec. Zysk przed opodatkowaniem wynosił 248,1 miliona euro (+41,1 procent). W tym samym roku firma zatrudniała 9100 pracowników, w tym około 500 w Bad Saulgau.

## Historia
Po wojnie (w roku 1946) Claas wprowadził kombajny zbożowe o własnym napędzie. Do połowy lat pięćdziesiątych otworzył nową fabrykę w Paderborn, i pierwszą poza granicami Niemiec w Metzu we Francji w 1962 roku. Dzięki przejęciu fabryki maszyn rolniczych Josef Bautz w 1969 roku, rozszerzono asortyment produktów o maszyny zielonkowe. W 1976 roku wprowadzono do produkcji prasę rolującą z popularnej serii Rollant, a w 1983 sieczkarnię samobieżną Claas Jaguar. W roku 1988 Class zaprezentował swoją pierwszą prasę do wielkogabarytowych kostek z serii „Quadrant”. Rok 1994 był początkiem rozwoju systemu AGROCOM opartego na satelitach i wspomagającego rolniczy system informacji. Rok później wprowadzono do produkcji nową serię kombajnów zbożowych Lexion, najsilniejszych w tym czasie na świecie, mogących zebrać do 40 ton zboża w ciągu godziny.
W 2001 roku utworzono firmę Claas Omaha/COL, która zaczęła produkować kombajny Lexion. Były one sprzedawane w Ameryce Północnej pod nazwą CLAAS LEXION w barwach żółto-czarnych przez dealerów Caterpillara. W 2003 Claas nabył 51% akcji fabryki Renault Agriculture produkującą ciągniki rolnicze, poszerzając jednocześnie własną gamę produktów. Pierwszy ciągnik marki Claas (Claas ARES 566 RZ) opuścił francuską fabrykę w Le Mans 1 października 2003 r.
W 2005 otworzono nową fabrykę w Krasnodarze na południu Rosji, gdzie zaczęto produkcję kombajnów zbożowych Lexion.
W 2006 wyprodukowano osiemdziesięciotysięczną prasę Rollant i uruchomiono produkcję ciągnika Axion. W 2008 paleta produktów zwiększyła się o kombajny Tucano, silniejsze sieczkarnie Jaguar o mocy 630 KM – 830 KM oraz ciągniki Arion serii 500 i 600 wyposażone w silniki DPS 112 KM – 175 KM oraz Axos 300 wyposażone w silniki Perkins 1104D-44 zastępującą serię Celtis. w 2009 powstał największy ciągnik Xerion 5000 o mocy 524 KM oraz wprowadzono serię Arion 400 wyposażoną w 4-cylindrowe silniki DPS. Natomiast w roku 2012 Claas wypuścił nową poprawioną serię kombajnów Lexion 600 i 700. Sztandarowy model kombajnu to Lexion 780 oraz heder o szerokości roboczej 13,5 metra.
W 2011 na targach SIMA została zaprezentowana nowa seria ciągników Axion 900 wyposażona w 8,7 litrowe silniki FPT Cursor 9 spełniające normę Stage 3B za pomocą technologii SCR oraz bezstopniowe przekładnie C-MATIC (ZF Eccom 3.0), tylną oś GIMA oraz przednią oś DANA. W 2012 została zaprezentowana nowe serie ciągników Arion 500, 600 wyposażone odpowiednio w 4,5 i 6,8 litrowe silniki DPS PowerTech PVX spełniające normę Stage 3B za pomocą technologii EGR i DPF oraz przekładnie HEXASHIFT (GIMA) oraz przednie osie Carraro. W 2013 na targach SIMA została zaprezentowana nowa seria ciągników Axion 800 wyposażona w 6,7 litrowe silniki FPT NEF 67 spełniające normę Stage 4 za pomocą technologii SCR oraz przekładnie HEXASHIFT i tylne osie (GIMA). Na targach Agritechnica została zaprezentowana seria ARION 500/600 CMATIC wyposażona w przekładnię bezstopniową EQ200 produkowaną przez CLAAS Industrietechnik GmbH w Paderborn. Zaprezentowano również serię Axion 800 CMATIC wyposażoną w bezstopniową przekładnię ZF Terramatic.
W 2014 zaprezentowano nową serię 400 spełniającą normę Stage IV (Tier 4). Została wyposażona w 4-cylindrowe, 16-zaworowe silniki FPT o pojemności 4,5 l, turbodoładowane, z układem wtryskowym commonrail o ciśnieniu 1600 bar, technologii DOC i SCR, o mocy od 85 do 140 hp (ECE R 120). Przekładnia GIMA QUADRISHIFT posiada 4 biegi zmieniane pod obciążeniem i 4 zakresy sterowane hydrauliczne

## Produkty
Traktory
- Nexos 210-250 (75-112KM)
- Nexos 210-260 (85-120KM)
- Elios 210-240 (75-103KM)
- Arion 410-460 (90-140KM)
- Arion 410-470 Stage V (85-155KM)
- Arion 510-660 (125-205KM)
- Axion 800-870 (205-295KM)
- Axion 920-960 (325-445KM)
- Xerion 4200-5000 (462-530KM)

Kombajny
- Trion serii 600-700 Montana (258-435KM)
- Lexion serii 5000-6000 (313-507KM)
- Lexion serii 7000-8000 (408-790KM)

Hedery
- Sunspeed (8-16 rzędów)
- Corio (4-8 rzędów)
- Corio Conspeed (6-12 rzędów)
- CONVIO FLEX / CONVIO (7,70-13,80m)
- MAXFLEX (5,6-9,2m)
- Składane przyrządy żniwne C (4,5-5,4m)
- Przyrządy żniwne ze ślimakiem C (3,7-4,9m)
- Cerio (5,5-9,2m)
- Vario (4,9-13,7m)

- sieczkarnie samojezdne Jaguar;

- prasy rolujące: Rollant, Rollant-Uniwrap Variant, Quadrant;
- maszyny zielonkowe: kosiarki tarczowe Disco, kosiarki bębnowe Corto, przetrząsacze Volto, zgrabiarki Liner, przyczepy samozbierające Quantum, Cargos;
- przyczepy FLKT
- ładowarki teleskopowe Scorpion, Torion.